# Station Les Milles
Station Les Milles is een spoorwegstation in de Franse plaats Les Milles in de gemeente Aix-en-Provence.